# (5955) Khromchenko
(5955) Khromchenko est un astéroïde de la ceinture principale.

## Description
(5955) Khromchenko est un astéroïde de la ceinture principale. Il fut découvert le 2 septembre 1987 à Nauchnyj par Lioudmila Tchernykh. Il présente une orbite caractérisée par un demi-grand axe de 2,81 UA, une excentricité de 0,09 et une inclinaison de 7,9° par rapport à l'écliptique.

## Compléments